# Benz 27/70 PS
La Benz 27/70 PS è un'autovettura di gran lusso prodotta dal 1918 al 1923 dalla Casa automobilistica tedesca Benz & Cie.

## Profilo e caratteristiche
Questo modello è stato l'ultima Benz appartenente alla fascia di gran lusso. È stata introdotta nell'immediato primo dopoguerra per rimpiazzare due modelli anch'essi di gran lusso: uno era la Benz 33/75 PS, mentre l'altro era la Benz 25/65 PS, entrambi tolti di produzione nel 1918.
La 27/0 PS era equipaggiata da un possente propulsore da 7.1 litri, in grado di erogare fino a 70 CV. Fu prodotta soprattutto in versione torpedo e rappresentò il top della gamma Benz a cavallo tra gli anni dieci e venti del XX secolo.
Anche le dimensioni della vettura erano assai imponenti, poiché la 27/70 PS arrivava a superare tranquillamente i 5 metri di lunghezza e a pesare tra i 22 ed i 24 quintali. Ciononostante, la vettura riusciva a spuntare delle discrete prestazioni, sfiorando i 100 km/h di velocità massima.
Di seguito vengono mostrate le caratteristiche tecniche della 27/70 PS:
Propulsore
- motore: 6 cilindri triblocco in linea;
- alesaggio e corsa: 100x150 mm;
- cilindrata: 7065 cm³;
- distribuzione: un asse a camme laterale;
- valvole: laterali, disposte ad L;
- rapporto di compressione: 4.1:1;
- alimentazione: carburatore doppio corpo Zenith;
- accensione: due candele per cilindro e magnete a 12 V;
- albero a gomiti su 3 supporti di banco;
- potenza massima: 70 CV a 1550 giri/min.

trasmissione
- tipo trasmissione: ad albero cardanico;
- trazione: posteriore;
- cambio: a 4 marce;
- frizione: a cono con guarnizione in cuoio.

Autotelaio
- - telaio: in lamiera d'acciaio stampata;
- sospensioni anteriori: ad assale rigido con molle a balestra;
- sospensioni posteriori: ad assale rigido con molle a balestra tipo cantilever;
- freni: a ceppi con raffreddamento ad acqua ed agenti sull'albero di trasmissione.

Prestazioni
- Velocità max: 95–100 km/h.

La 27/70 PS fu l'ultima Benz di altissima fascia di mercato. Per rivedere un modello di fascia simile, bisognerà attendere fino al 1926, anno in cui la Casa di Mannheim si fonderà con la Daimler Motoren Gesellschaft per dare vita alla Daimler-Benz ed al marchio Mercedes-Benz, con il quale verrà commercializzata la Typ 400.